# Cryptoerithus halifax
Cryptoerithus halifax là một loài nhện trong họ Gnaphosidae.
Loài này thuộc chi Cryptoerithus. Cryptoerithus halifax được Norman I. Platnick & Barbara Baehr miêu tả năm 2006.